# Parigi-Camembert 1968
La Parigi-Camembert 1968, ventinovesima edizione della corsa e valida come evento del circuito UCI categoria CB1.1, si svolse il 16 aprile 1968. Fu vinta dall'olandese Harry Steevens.

## Ordine d'arrivo (Top 10)
| Pos. | Corridore         | Squadra                   | Tempo |
| ---- | ----------------- | ------------------------- | ----- |
| 1    | Harry Steevens    | Willem II-Gazelle         |       |
| 2    | Maurice Izier     | Frimatic-Viva-De Gribaldy |       |
| 3    | Jean Dumont       | Peugeot-Michelin-BP       |       |
| 4    | Harm Ottenbros    | Willem II-Gazelle         |       |
| 5    | Paul Lemeteyer    | Bic                       |       |
| 6    | Christian Raymond | Peugeot-Michelin-BP       |       |
| 7    | Raymond Riotte    | Mercier-Hutchinson-BP     |       |
| 8    | Jean-Paul Paris   | Frimatic-Viva-De Gribaldy |       |
| 9    | Rini Wagtmans     | Willem II-Gazelle         |       |
| 10   | Cees Haast        | Bic                       |       |